# Мервилла
Мервилла́ (фр. Mervilla, окс. Mervilar) — коммуна во Франции, находится в регионе Юг — Пиренеи. Департамент — Верхняя Гаронна. Входит в состав кантона Кастане-Толозан. Округ коммуны — Тулуза.
Код INSEE коммуны — 31340.

## География

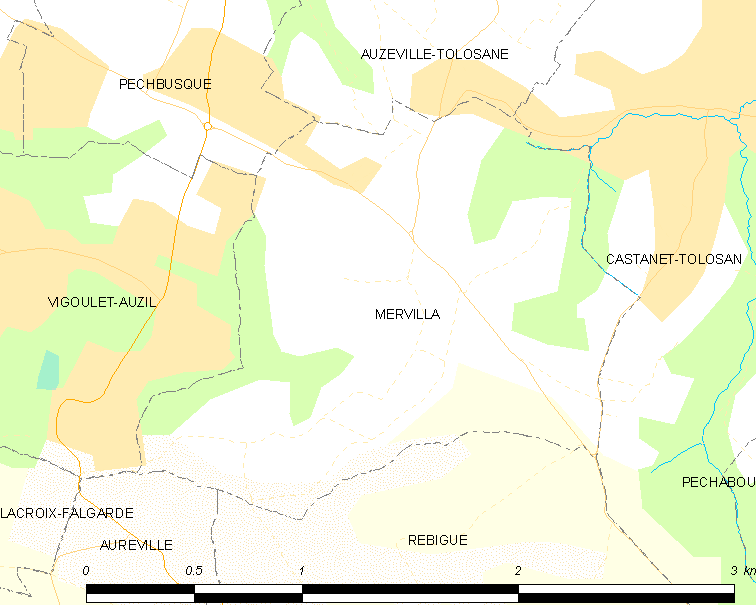
Карта коммуны

Коммуна расположена приблизительно в 600 км к югу от Парижа, в 11 км к югу от Тулузы.

## Климат
Климат умеренно-океанический. Зима мягкая и снежная, весна характеризуется сильными дождями и грозами, лето сухое и жаркое, осень солнечная. Преобладают сильные юго-восточные и северо-западные ветры.

## Население
Население коммуны на 2010 год составляло 266 человек.
| 1962 | 1968 | 1975 | 1982 | 1990 | 1999 | 2010 |
| ---- | ---- | ---- | ---- | ---- | ---- | ---- |
| 58   | 65   | 112  | 101  | 124  | 172  | 266  |

## Администрация
| Период | Период | Фамилия           | Партия | Примечания |
| ------ | ------ | ----------------- | ------ | ---------- |
| 2001   | 2014   | Мишель Терриссоль |        |            |
| 2014   | 2020   | Дени Лубе         |        |            |

## Экономика
В 2010 году среди 181 человека трудоспособного возраста (15—64 лет) 116 были экономически активными, 65 — неактивными (показатель активности — 64,1 %, в 1999 году было 72,3 %). Из 116 активных жителей работали 114 человек (62 мужчины и 52 женщины), безработных было 2 (0 мужчин и 2 женщины). Среди 65 неактивных 34 человека были учениками или студентами, 17 — пенсионерами, 14 были неактивными по другим причинам.

## Достопримечательности
- Церковь Св. Иоанна Крестителя
- Замок Мервилла, или замок Дюбарри
- Замок Гарриг

## Фотогалерея

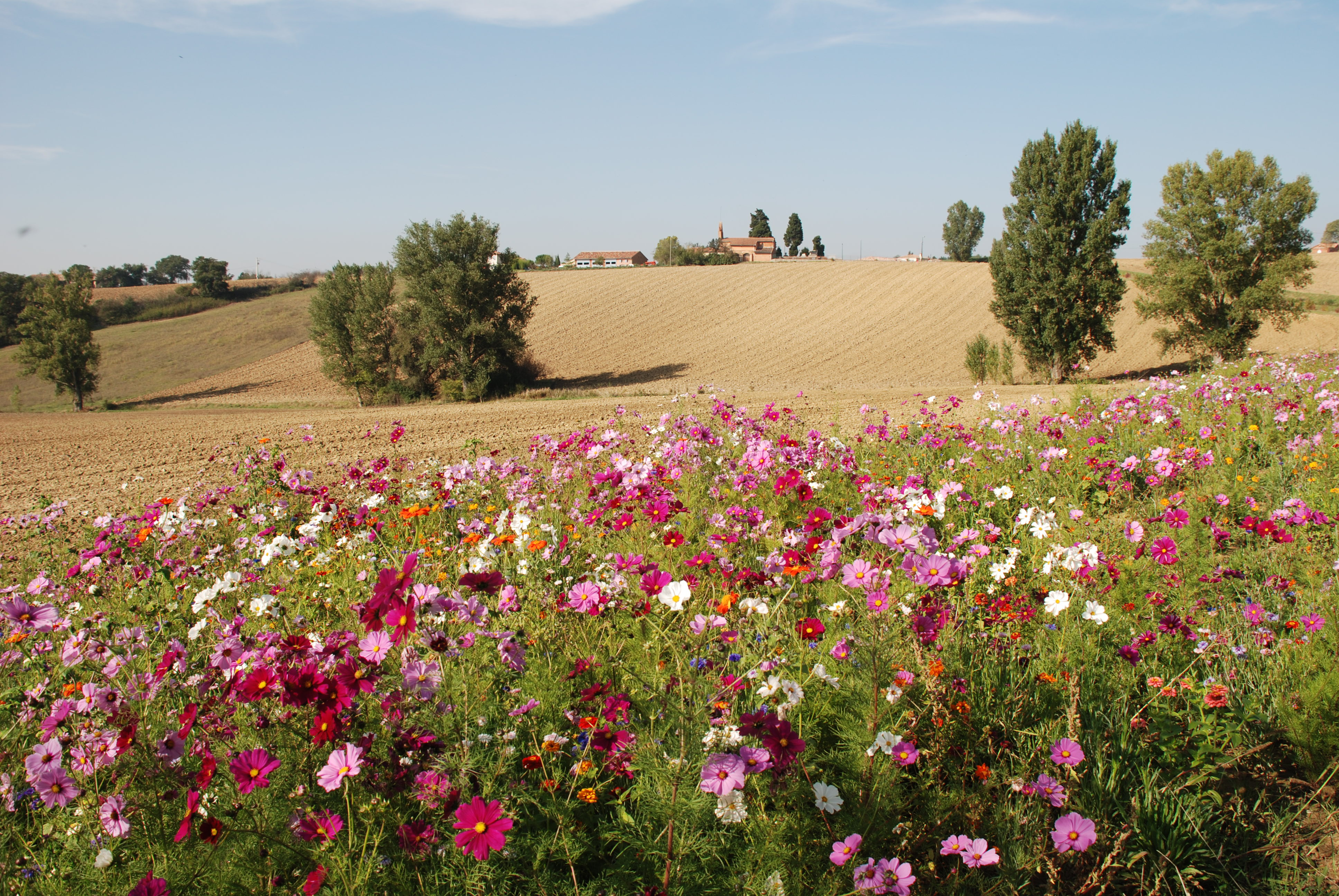
Мервилла
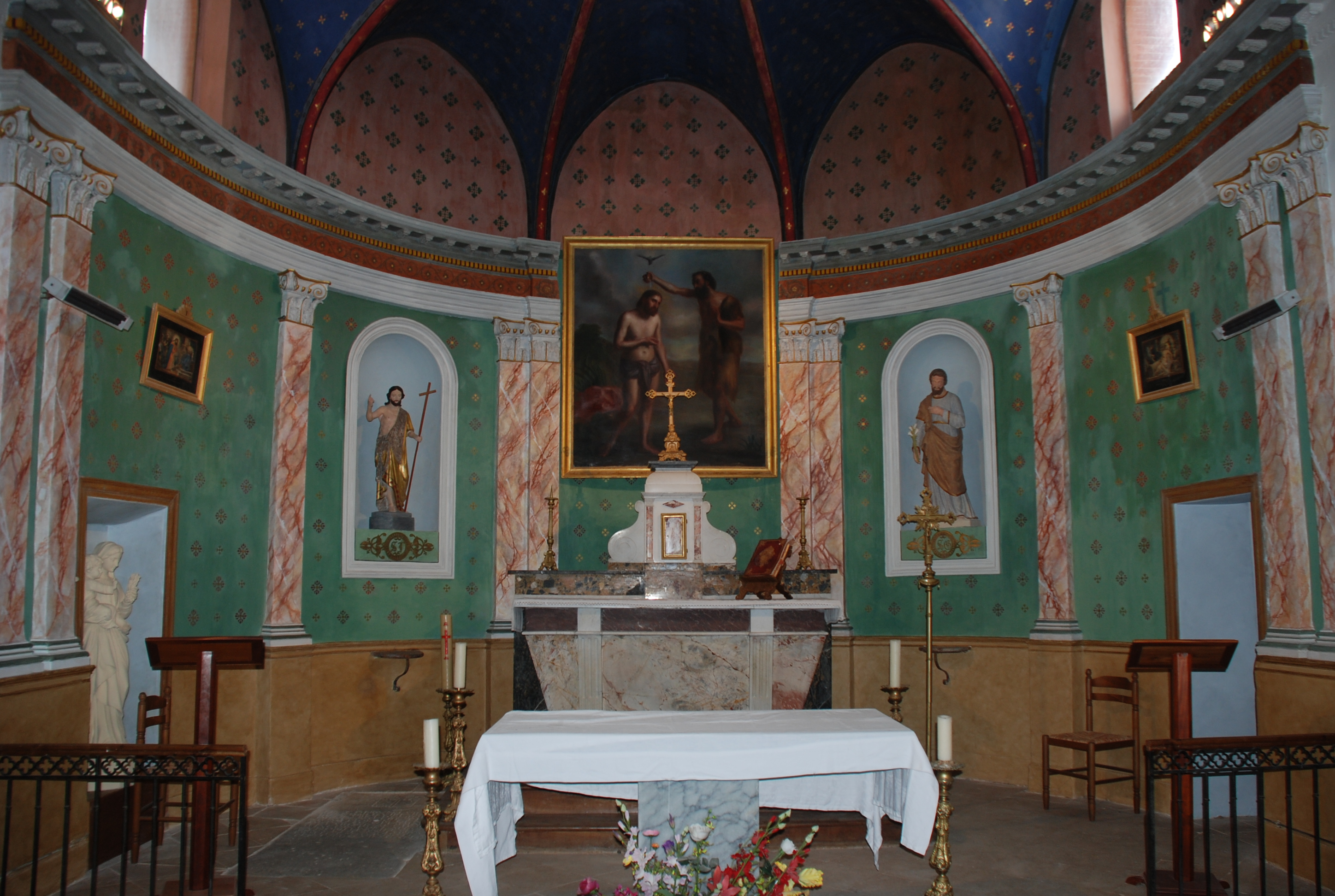
Интерьер церкви Св. Иоанна Крестителя
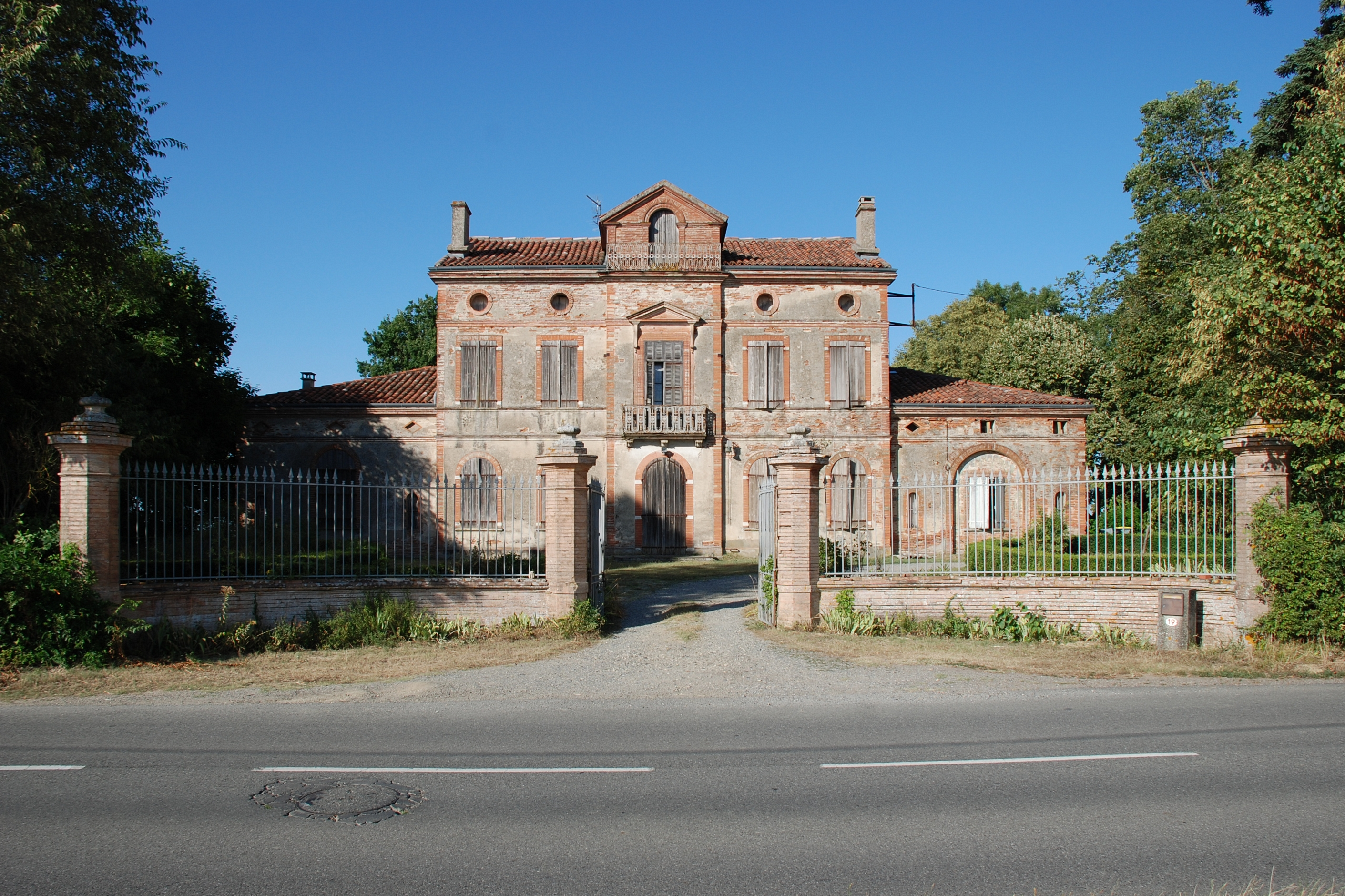
Замок Гарриг
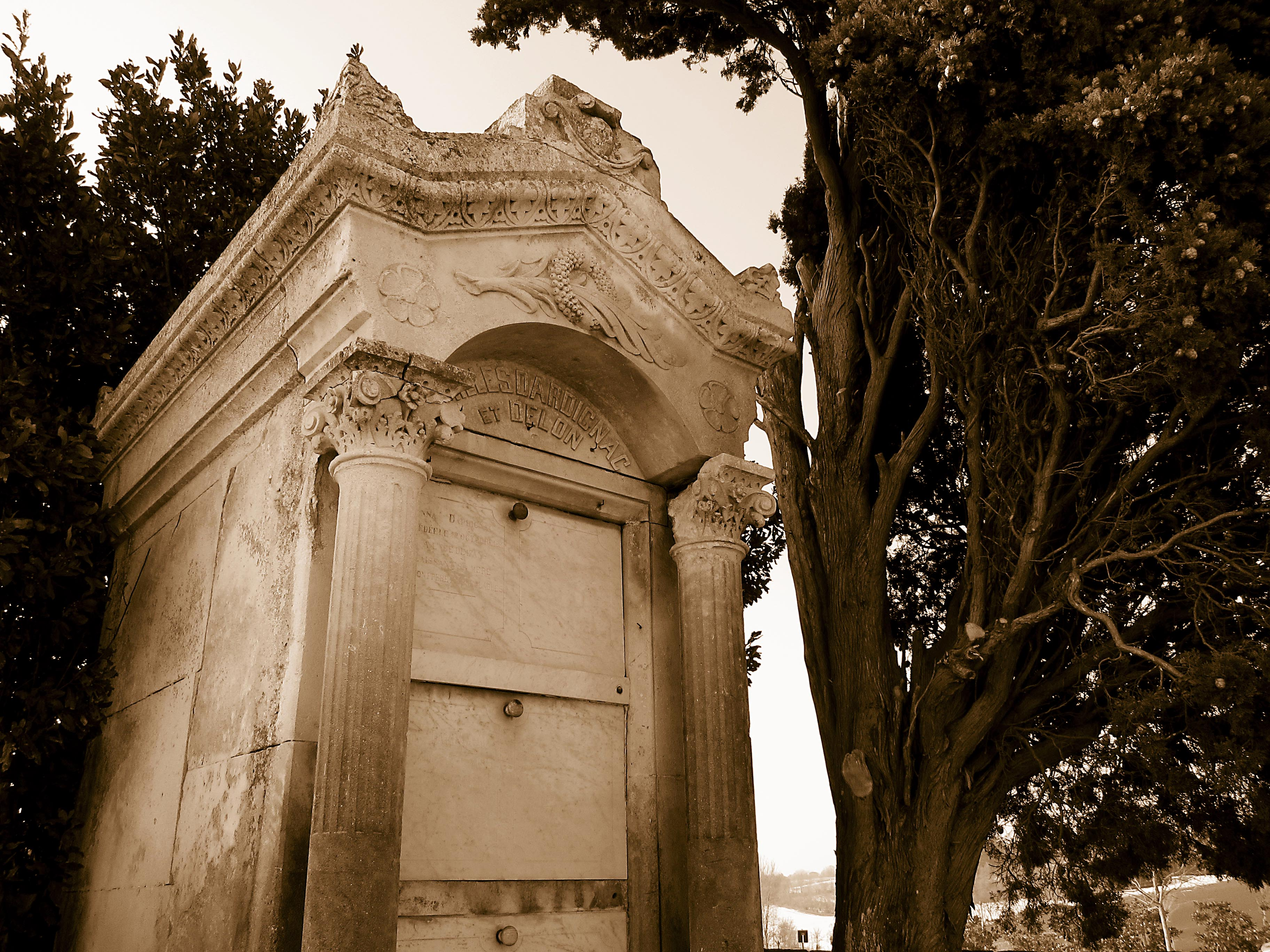
Склеп семей Дардиньяк и Делон